# Bulbophyllum wenzelii
Bulbophyllum wenzelii är en orkidéart som beskrevs av Oakes Ames. Bulbophyllum wenzelii ingår i släktet Bulbophyllum och familjen orkidéer. Inga underarter finns listade i Catalogue of Life.